# Gildardo Magaña

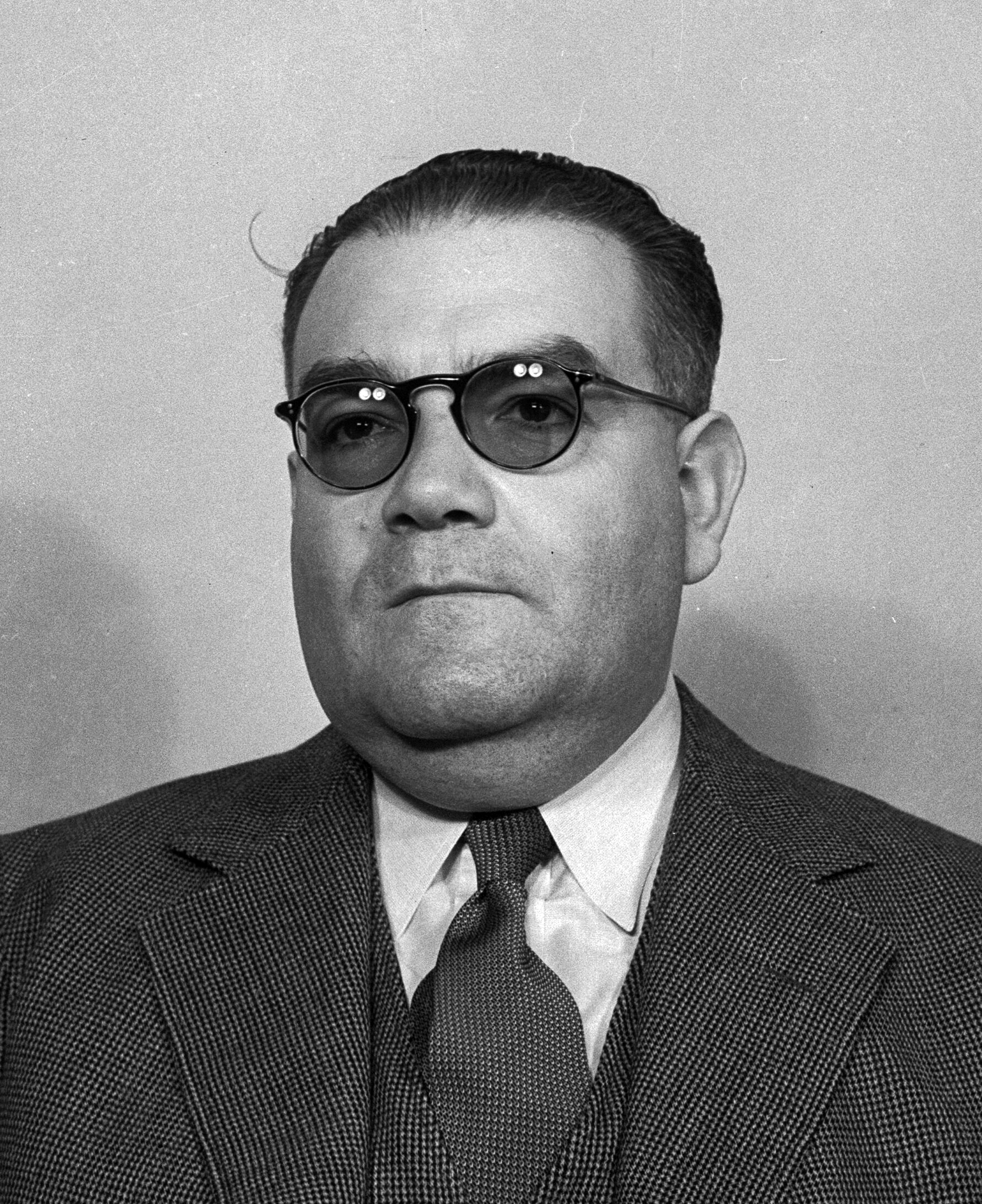
Gildardo Magaña

Gildardo Magaña Cerda (Zamora, 7 maart 1891 – Mexico-Stad, 13 december 1939) was een Mexicaans militair, politicus en revolutionair.
Magaña was afkomstig uit een liberaal gezinde familie uit de staat Michoacán. Hij studeerde in Philadelphia maar keerde in 1907 terug naar Mexico en ging in Mexico-Stad wonen, waar hij betrokken raakte bij anarchosyndicalistische clubs in oppositie tegen de dictator Porfirio Díaz. Hij sloot zich in 1909 aan bij de Nationale Antiherverkiezingspartij van Francisco I. Madero. Nadat in november 1910 de Mexicaanse Revolutie was uitgebroken zwoer Magaña begin 1911 in Tacubaya een complot tegen Díaz, dat echter werd ontdekt, waarna Magaña naar Morelos vluchtte, waar hij zich aansloot bij het Bevrijdingsleger van het Zuiden van Emiliano Zapata.
Na de overwinning van Madero en diens verkiezing tot president leidde hij een groep Zapatistisch onderhandelaars, die zonder succes poogden de dreigende scheuring tussen Madero en Zapata te dichten. Magaña werd korte tijd later gearresteerd en tot een gevangenisstraf veroordeeld. Hij zat samen opgesloten met Pancho Villa, die hij leerde lezen en schrijven, en hem onderwees met socialistische, anarchistische en agraristische ideeën, waaronder Zapata's plan van Ayala. Magaña was hiermee een van de weinigen die zowel met Villa als Zapata nauw heeft samengewerkt. Kort na zijn vrijlating pleegde generaal Victoriano Huerta een staatsgreep tegen Madero, vermoordde hem en riep zichzelf uit tot president. Magaña keerde terug naar Zapata, en zette aan diens zijde de strijd voort, ditmaal tegen Huerta.
Na de val van Huerta was Magaña een van de Zapatistische afgevaardigden op de conventie van Aguascalientes, waarvoor hij in 1916 enige weken als minister van binnenlandse zaken diende. De troepen van de conventie werden echter steeds verder in het nauw gedreven door het Constitutionalistisch Leger van Álvaro Obregón en Venustiano Carranza, zodat Magaña de wapenen weer oppakte en als brigadegeneraal de Zapatistische troepen in het grensgebied van Morelos en Puebla leidde. Nadat Zapata in 1919 werd vermoord door de constitutionalistische generaal Jesús Guajardo, werd hij door de Zapatisten gekozen tot opvolger van Zapata en nam het commando over het Bevrijdingsleger van het Zuiden over. De opvallendste daad van de Zapatisten onder Magaña's commando was de ontvoering van de Amerikaanse consul William O. Jenkins.
In 1920 sloot Magaña zich aan bij het plan van Agua Prieta, de opstand die Adolfo de la Huerta naar het presidentschap leidde. De Zapatisten accepteerden onder Magaña een door De la Huerta aangeboden amnestie, en Magaña werd benoemd tot divisiegeneraal in het Mexicaanse leger. Vervolgens leidde hij de onderhandelingen waarna ook Villa de amnestie accepteerde. In de jaren '20 leidde Magaña verschillende organisaties die probeerden de Zapatistische idealen in het postrevolutionaire Mexico werkelijkheid te laten worden. Magaña werd een beschermeling van president Lázaro Cárdenas (1934-1940) die hem in 1935 tot gouverneur van het territorium Baja California benoemde. Een jaar later werd Magaña gekozen tot gouverneur van zijn geboortestaat Michoacán. Hij overleed in 1939 in het gouverneursambt.
- Biblioteca Nacional de España: XX1352153
- International Standard Name Identifier: 0000 0000 3005 6081
- Library of Congress Control Number: n81099022
- SNAC: w6cz4c73
- Virtual International Authority File: 1337910
- WorldCat: E39PBJt3Tg7Dw8cRKpVbPjmjmd